# Echinopla turneri
Echinopla turneri är en myrart som beskrevs av Auguste-Henri Forel 1901. Echinopla turneri ingår i släktet Echinopla och familjen myror. Inga underarter finns listade i Catalogue of Life.